# Norbert Randow
Norbert Randow (* 27. November 1929 in Strelitz; † 1. Oktober 2013 in Berlin) war ein deutscher Herausgeber und Übersetzer von bulgarischen, russischen, altkirchenslawischen und belarussischen Schriften und Büchern. Er galt als wichtigster Experte und Vermittler bulgarischer und belarussischer Literatur in Deutschland.

## Leben
Randow studierte Slawistik zunächst bis 1953 in Berlin, anschließend für drei Jahre in Sofia. Später arbeitete er als Assistent für bulgarische Literatur an der Humboldt-Universität zu Berlin. Er wurde jedoch 1962 wegen angeblicher „staatsgefährdender Hetze“ und Beihilfe zur sogenannten „Republikflucht“ für drei Jahre inhaftiert – er hatte unter anderem den Roman Doktor Schiwago von Boris Pasternak weitergegeben. Seine wissenschaftliche Laufbahn war damit beendet.
Nach Ende der Haftzeit wandte er sich vornehmlich Übersetzungen aus dem Bulgarischen zu. Ab 1978 besuchte er für Studien und Übersetzungen fast jährlich Bulgarien. Dies wurde durch ein Stipendium der Bulgarischen Akademie der Wissenschaften ermöglicht.
Erst nach der Deutschen Wiedervereinigung kehrte Randow 1993 als Gastprofessor an die Humboldt-Universität zurück.

## Auszeichnungen
- Leipziger Buchpreis zur Europäischen Verständigung 2001 (Anerkennungspreis)
- 2008 wurde er mit dem Bundesverdienstkreuz am Bande geehrt.

## Hörfunkporträt
Der Eremit aus der Achtermannstraße - Ein Feature über den Bulgaristen Norbert Randow von Wolfgang Knape , MDR KULTUR 1999

## Werke

### Übersetzungen und Herausgeberschaften
- Maxim Harezki: Zwei Seelen. Roman. Aus dem Weißrussischen übersetzt zusammen mit Gundula Tschepego und Wladimir Tschepego. Guggolz Verlag, Berlin 2014, ISBN 978-3-945370-01-8.
- Euridyke singt. Neue bulgarische Lyrik. Anthologie. Hrsg. und übersetzt von Norbert Randow. Kirsten Gutke Verlag, Köln 1999, ISBN 3-928872-13-3 (Text deutsch und bulgarisch).
- Die junge Eiche. Klassische belorussische Erzählungen (= Reclams Universal-Bibliothek. Band 1149). Aus dem Belorussischen übers. von Michael Dewey u. a. Hrsg. von Norbert Randow. Verlag Philipp Reclam jun., Leipzig 1987, ISBN 3-379-00133-3.
- Paisij Chilendarski: Slawobulgarische Geschichte (= Insel-Bücherei. Nr. 683). Insel-Verlag, Leipzig 1984, DNB 900711299 (Originaltitel: История славянобългарска).
- Atanas Daltschew: Fragmente (= Reclams Universal-Bibliothek. Band 827). Aus dem Bulgarischen. Übers. und hrsg. von Norbert Randow. Mit einem Frontispiz. Verlag Philipp Reclam jun., Leipzig 1980, OCLC 251813428; 19822, OCLC 553788292.
- Störche über den Sümpfen. Belorussische Erzähler. Hrsg. und kommentiert von Norbert Randow. Verlag Volk und Welt, Berlin 1971, OCLC 314373283.
- Iwan Wasow: Unter dem Joch. Mit einer Einführung von Erich Arendt und einem Nachwort von Norbert Randow. Illustrationen von Kurt Zimmermann. Verlag Neues Leben, Berlin 1967, DNB 458502367 (Originaltitel: Под игото Pod igoto. – Der von Norbert Randow bearbeiteten Fassung liegt eine Übersetzung aus dem Bulgarischen von Toma Topolov zugrunde.).
- Georg Adam (1874–1948). Vortrag. 1960 (uelex.de, Germersheimer Übersetzerlexikon).